# Dead or Alive (серия игр)
Dead or Alive (яп. デッドオアアライブ Дэддо оа Арайбу; сокращение DOA, рус. «Живым или мёртвым») — серия видеоигр в жанре файтинга, разработанная внутренней студией компании Tecmo, Team Ninja, под руководством Томонобу Итагаки. Первая игра серии, Dead or Alive, была выпущена в 1996 году в виде аркадного игрового автомата (платформа Sega Model 2). Впоследствии она была портирована на игровые консоли Sega Saturn и Sony PlayStation, а также получила ряд продолжений для игровых автоматов и консолей.
Особенностью игр серии является специальный физический движок, отвечающий за подпрыгивание груди у персонажей женского пола при выполнении движений. Томонобу Итагаки решил реализовать подобный эффект как привлекающую внимание особенность, взяв идею из двухмерного файтинга Garou Densetsu. Домашние версии первой игры серии имели опцию отключения этого эффекта.

## Игры серии
| Год выхода | Название                              | Платформа(-ы)                                                                    |
| ---------- | ------------------------------------- | -------------------------------------------------------------------------------- |
| 1996       | Dead or Alive                         | Аркадный автомат, PlayStation, Sega Saturn                                       |
| 1998       | Dead or Alive ++                      | Аркадный автомат                                                                 |
| 1999       | Dead or Alive 2                       | Аркадный автомат, PlayStation 2, Dreamcast                                       |
| 2000       | Dead or Alive 2 Millennium            | Аркадный автомат                                                                 |
| 2000       | Dead or Alive 2 Hardcore              | PlayStation 2                                                                    |
| 2001       | Dead or Alive 3                       | Xbox                                                                             |
| 2003       | Dead or Alive Xtreme Beach Volleyball | Xbox                                                                             |
| 2004       | Dead or Alive Ultimate                | Xbox                                                                             |
| 2005       | Dead or Alive 4                       | Xbox 360                                                                         |
| 2006       | Dead or Alive Xtreme 2                | Xbox 360                                                                         |
| 2008       | Dead or Alive Online                  | ПК (Windows)                                                                     |
| 2009       | Girls of DOA BlackJack                | iOS                                                                              |
| 2010       | Dead or Alive Paradise                | PlayStation Portable                                                             |
| 2011       | Dead or Alive: Dimensions             | 3DS                                                                              |
| 2012       | Dead or Alive 5                       | PlayStation 3, Xbox 360                                                          |
| 2013       | Dead or Alive 5 Plus                  | PlayStation Vita                                                                 |
| 2013       | Dead or Alive 5 Ultimate              | Xbox 360                                                                         |
| 2013       | Dead or Alive 5 Ultimate: Arcade      | Аркадный автомат                                                                 |
| 2015       | Dead or Alive 5 Last Round            | Аркадный автомат, Xbox 360, PlayStation 3, Xbox One, PlayStation 4, ПК (Windows) |
| 2016       | Dead or Alive Xtreme 3: Fortune       | PlayStation 4                                                                    |
| 2016       | Dead or Alive Xtreme 3: Venus         | PlayStation Vita                                                                 |
| 2019       | Dead or Alive 6                       | PlayStation 4, Xbox One, ПК (Windows)                                            |
| 2019       | Dead or Alive Xtreme 3: Scarlet       | PlayStation 4, Nintendo Switch                                                   |

## Игровой процесс
Игровой процесс в играх серии аналогичен серии Virtua Fighter. Управление осуществляется тремя кнопками в сочетании с указанием направления — удар рукой, удар ногой и захват (перехват удара).